# Лисовский, Николай Фёдорович
Никола́й Фёдорович Лисовский (май 1802 — 6 января 1844) — декабрист, поручик Пензенского пехотного полка, предприниматель.

## Биография
Из семьи мелкого помещика Полтавской губернии. В 1811—1815 годах учился в Кременчугском народном училище. 1 апреля 1815 года в Елисаветграде поступил в Пензенский пехотный полк прапорщиком. С 16 мая 1823 года — поручик. Служил в 8-й пехотной дивизии на Волыни.
Летом 1825 года во время пребывания на Лещинском лагерном сборе 3-го пехотного корпуса русской 2-й армии в с. Млынище (ныне село Житомирского района Житомирской области) был привлечен П. Ф. Громницким в Общество объединенных славян. Приказ об аресте от 26 января 1826 года. 9 февраля заключенный на гауптвахте Главного штаба в Санкт-Петербурге, на сутки переведен в Петропавловскую крепость. Согласно решению Верховного уголовного суда осуждён по 7-м разряду на 4 года каторги. Ему предъявлено обвинение: «знал об умысле на цареубийство, принадлежал к тайному обществу со знанием цели и знал о подготовке к мятежу». Впоследствии отошёл от общества, даже ходатайствовал о переводе в другой полк. Не делал ничего противного службе, агитации среди нижних чинов не вёл. Этот приговор император Николай I конфирмовал, сразу уменьшив срок наказания наполовину, а затем, указом от 22 августа 1826 года, сократил до одного года (с последующим принудительным выселением).
19 февраля 1827 года отправлен этапом в Сибирь. Наказание отбывал в Читинском остроге, где содержался до апреля 1828 года. Затем переведен на поселение в город Туруханск Енисейской губернии (ныне город Красноярского края РФ). С 1831 года вместе с Иваном Аврамовым занимался коммерцией, торговал рыбой, хлебом и т. д.
В 1833 году женился на Платониде Петровой, дочери тамошнего протоиерея. Имел с ней дочь Надежду, сыновей Владимира и Алексея. После смерти И. Б. Аврамова заботился о его детях.
Внезапно умер при загадочных обстоятельствах во время путешествия по нижнему течению реки Енисей, на мысе Толстый Нос (близ заполярного архипелага Бреховские острова). Похоронен в поселке Толстый Нос. Его вдове в 1855 году было разрешено выехать в Киев. Судьбой семьи Лисовских длительное время занимался С. Г. Волконский.